# Синхронно вспыхивающие светляки
Синхронно вспыхивающие светляки — наблюдаемое в некоторых лесах явление, при котором отдельные деревья мерцают в темноте благодаря одновременно вспыхивающим фосфорическим светом многочисленным жукам. Насекомые вспыхивают и гаснут на соседних деревьях практически синхронно.
Эти жуки принадлежат к семейству светляков (Lampyridae), из более чем 2 тысяч тропических видов которого синхронизировать свечение может только небольшое число. На одном дереве располагаются светляки только одного вида. Мерцание начинается вскоре после заката и достигает максимума за 15—20 минут. Первое в Европе упоминание об этом явлении было сделано путешествовавшим в Бангкок Кэмпфером в 1680 году.
Синхронизация вспыхивания светляков относится к примерам метахронального ритма (последовательные действия вместо синхронных), к числу которых относятся координированные действия ног двупарноногих, социальных насекомых и «Мексиканская волна».

## Распространение
Явление наблюдается в манграх южной части Азии и на западных островах Тихого океана — на востоке Индии, в Таиланде, Малайзии, Индонезии, на Филиппинах и в Папуа — Новой Гвинее.
Синхронно вспыхивающие светляки также встречаются в Северной Америке (например, виды Photinus concisus и Photuris congener). В национальном парке Грейт-Смоки-Маунтинс, где обитает вид Photinus carolinus, это зрелище каждый год привлекает большое количество туристов.

## Ритм
Частота вспышек у разных видов разная. Обитающие вдоль реки Селангор на западе Малайзии Pteroptyx tener вспыхивают примерно 3 раза в секунду, Pteroptyx cribellata на Новой Гвинее — 1 раз, у некоторых видов интервал может доходить до одной вспышки в три секунды. У таиландского вида Pteroptyx malaccae при температуре воздуха 25° С продолжительность цикла свечения составляет 560 мс.
Чтобы добиться синхронности, светляки должны реагировать на вспышки своих сородичей. Эксперименты показали, что они могут следовать ритму мигания лампы, если частота этого мигания не сильно отличается от природной частоты мерцания исследуемых особей. В естественных условиях обычно задают ритм внутренние лидеры.

## Используемые деревья
Синхронно вспыхивающие светляки располагаются только на деревьях определённых видов, например, Sonneratia caseolaris. Вероятней всего, они выбирают деревья с определёнными формой и расположением листьев, при которых вспыхивающие особи замечают друг друга на расстоянии. Замечено, что они никогда не селятся на деревьях, занятых кокцидами или муравьями-ткачами, но и последние избегают деревьев, занятых светляками. Отдельные особи светляков предпочитают деревья, уже занятые представителями их вида в том числе и потому, что это информирует об отсутствии кокцидов или муравьёв-ткачей. Несмотря на то, что отдельные особи живут всего несколько недель, один раз выбранное светляками дерево остаётся заселённым ими в течение нескольких лет, малайские рыбаки их даже используют в качестве маяков при ночной навигации.

## Репродуктивное значение
В синхронизированном свечении участвуют только мужские особи. При приближении мерцающих самок самец может вступить с ней в краткий световой диалог или улететь. После спаривания, сопровождаемого тусклым свечением, ритмично мерцающая самка улетает в поисках места для откладывания яиц. Очевидно, что переменное свечение служит для ритуального ухаживания, но происхождение синхронизации остаётся не выясненным.